# Jacques Ename
Pour les articles homonymes, voir Ename (homonymie).
Jacques Enamè est un footballeur camerounais international ayant participé à la campagne du Mondial 82 en Espagne.

## Biographie

### Carrière
Il joue dans le Tonnerre de Yaoundé[réf. nécessaire]. Il fait partie de l'équipe nationale du Cameroun qui perd face à la Guinée en septembre 1979 et ne peut se qualifier pour la Coupe d'Afrique des nations de football de 1980. Le match aller est remporté 3 à 0 par la Guinée, le match retour 3 à 0 en faveur du Cameroun et le Cameroun est éliminé 4 à 1 aux tirs au but.
Une anecdote racontée par Joseph-Antoine Bell dit qu'il avait dans ses bagages de la nourriture préparée par sa mère pour le voyage. Les joueurs se retrouvant sans suffisamment d'aliments à leur arrivée à l’hôtel, ils sont obligés de partager le repas de Enamè sur le tarmac de ré-embarquement; du miondo avec du poisson que sa mère avait glissé dans son sac.